# Lake Placid: The Final Chapter
Lake Placid: The Final Chapter (bra: Pânico no Lago: O Capítulo Final) é um filme norte-americano de 2012 do gênero suspense, terror dirigido por Don Michael Paul.

## Enredo
Os crocodilos estão de volta... e agora maiores, mais agressivos e brutais que nunca. Depois do último ataque mortal do predador, o governo impediu que fossem exterminados. Escondidos em uma reserva natural, eles vêm crescendo em número recorde, esperando a próxima chance de fazer aquele banquete de carne humana. Quando a equipe de natação de uma escola dobra uma rua por engano, entram direto no território de caça dos crocodilos... e o jantar está servido. Quando os adolescentes correm para fugir dos répteis famintos, eles se vêem no meio de um guarda florestal desonesto (Yancy Butler, Witchblade) e um demente caçador ilegal (Robert Englund, A Hora do Pesadelo). É a última porção de horror histérico com um final que mostra que o terror é melhor em carne viva.

## Elenco
- Elisabeth Röhm como Theresa Giove
- Yancy Butler como Reba
- Paul Nocholls como Ryan Loflin
- Poppy Lee Friar como Chloe Giove
- Benedict Smith como Max Loflin
- Caroline Ford como Elaine
- Scarlett Byrne como Brittany
- Daniel Black como Drew
- Jeff Stewart como Deputy Nermal
- Robert Englund como Jim Bickerman